# Artičoka
Artičoka (znanstveno ime Cynara cardunculus) je zdravilna rastlina iz družine nebinovk. Zaradi dobrega okusa je priljubljena v kulinariki.

## Geografska razširjenost gojenja artičok
Gojenje artičok se je razširilo najprej v mediteranskem klimatskem področju sredozemlja v Turčiji, Perziji, Severni Afriki, zahodni Španiji in Kanarskih otokih. Kasneje se je gojenje artičok razširilo tudi v Severno Ameriko (Kalifornijo), Južno Ameriko, Južno Afriko in Avstralijo. 
Droga artičoke, ki se uporablja v zdravilne namene, so sveži ali posušeni listi. Pripravki so največkrat standardizirani na vsebnost cinarina.

## Kemizem
Artičoka je zelo dobro raziskana. Vsebuje derivate kafeoilkininske kisline (cinarin, 1,5-di-kefeoilkininska kislina, klorogenska kislina), flavonske glikozide (luteolin-7β-rutinozid, luteolin-7β-glukozid), seskviterpenske laktone, cinaropikrin, evgenol, fenilacetaldehid, fitosterole, tanine, sladkor, inulin, vitamine in minerale…

## Lastnosti artičoke[1]
- diuretik
- holagog (pospešuje nastajanje in pretok žolča)
- znižuje krvno koncentracijo holesterola
- znižuje koncentracijo serumskih lipidov
- hepatoprotektiv (ščiti jetra –antioksidativno delovanje)

Za dokončno potrditev določenih delovanj so potrebne nadaljnje klinične študije. 

## Uporaba pripravkov iz artičoke
Pripravki iz artičoke se priporočajo kot pomoč pri prebavnih težavah, (npr.: občutek napetosti oz. polnosti, napenjanje, spahovanje, slabost, bolečine v zgornjem delu trebuha, pomanjkanje apetita, driska, sindrom vzdraženega debelega črevesa, Crohnova bolezen, ulkus, dispepsija), pri motnjah v delovanju jeter in žolčnika, pri preprečevanju nastanka žolčnih kamnov. Jemanje pripravkov iz artičoke je priporočljivo za sladkorne bolnike, saj naj bi omejila dvig koncentracije glukoze v krvi, pa tudi osebam z okvaro ledvic in pri protinu.

## Opozorila pri uporabi
Komisija E (pri nemški Agenciji za zdravila) je potrdila, da s pravilno uporabo pripravkov ne izzovemo stranskih učinkov, kar so potrdile tudi klinične študije. Uporaba je odsvetovana pri zaprtju žolčnih poti, saj vpliva na izločanje žolča. Bolniki z žolčnimi kamni pa se naj predhodno posvetujejo z zdravnikom, saj se lahko pojavijo krčevite bolečine (kolike). Uporabi pripravkov iz artičoke, pa se naj izognejo osebe, pri katerih ta povzroča alergične reakcije; pojav ekcemov na rokah ob stiku z rastlino (npr. poklicna bolezen pri obiralcih artičok, osebah, zaposlenih v tovarnah, kjer konzervirajo artičoke, kuharjih …). Pogosta je navzkrižna preobčutljivost z rastlinami, ki prav tako spadajo v družino nebinovk (Asteraceae) npr. arniko, kamilico, krizantemo.